# Korunovační pohár
Korunovační pohár (anglicky Coronation Cup) byl jednorázový fotbalový turnaj při příležitosti korunovace britské královny Alžběty II. v roce 1953. Poháru konaného v květnu 1953 ve skotském Glasgowu se zúčastnily čtyři kluby z Anglie a čtyři ze Skotska. Nabídku účastnit se turnaje přijal anglický mistr Arsenal FC, avšak vítěz anglického FA Cupu Blackpool FC a druhý a třetí ligový celek (Preston North End FC a Wolverhampton Wanderers FC) účast odmítli. Zastoupení Anglie proto doplnili Manchester United FC, Newcastle United FC a Tottenham Hotspur FC. Za skotskou stranu se zúčastnil úřadující mistr Rangers FC, Aberdeen FC, Hibernian FC a Celtic FC. Celtic prožil jednu z nejhorších sezón, v lize skončil na 8. místě a byl přizván jen kvůli své reputaci a silné divácké podpoře. Ve finále hraného v Hampden Parku před 117 tisíci diváků zvítězil Celtic nad Hibernianem 2:0. Stal se tak neoficiálním mistrem Velké Británie.

## Čtvrtfinále
| 11. květen 1953   |     |            |                                               |
| Celtic FC         | 1:0 | Arsenal FC | Hampden Park diváci: 59 538 rozhodčí: A. Bond |
| Bobby Collins 23' |     |            | Hampden Park diváci: 59 538 rozhodčí: A. Bond |

| 11. květen 1953  |              |                      |                                                |
| Hibernian FC     | 1:1 (prodl.) | Tottenham Hotspur FC | Ibrox Park diváci: 43 000 rozhodčí: W. Brittle |
| Gordon Smith 10' |              | Bailey 45'           | Ibrox Park diváci: 43 000 rozhodčí: W. Brittle |

| 13. květen 1953 19:00 |     |                          |                             |
| Rangers FC            | 1:2 | Manchester United FC     | Hampden Park diváci: 75 546 |
| Hunter McMillan       |     | Stan Pearson Jack Rowley | Hampden Park diváci: 75 546 |

| 13. květen 1953 |     |                     |                           |
| Aberdeen FC     | 0:4 | Newcastle United FC | Ibrox Park diváci: 16 000 |
|                 |     |                     | Ibrox Park diváci: 16 000 |

Opakovaný zápas
| 12. květen 1953       |     |                      |                           |
| Hibernian FC          | 2:1 | Tottenham Hotspur FC | Ibrox Park diváci: 13 000 |
| Lawrie Reilly 60', ?' |     | McLellan 28'         | Ibrox Park diváci: 13 000 |

## Semifinále
| 16. květen 1953                    |     |                      |                             |
| Celtic FC                          | 2:1 | Manchester United FC | Hampden Park diváci: 73 466 |
| Bertie Peacock 34' Neil Mochan 53' |     | Jack Rowley 77'      | Hampden Park diváci: 73 466 |

| 16. květen 1953                                               |     |                     |                           |
| Hibernian FC                                                  | 4:0 | Newcastle United FC | Ibrox Park diváci: 48 876 |
| Eddie Turnbull 16', 62' Bobby Johnstone 54' Lawrie Reilly 33' |     |                     | Ibrox Park diváci: 48 876 |

## Finále
| 20. květen 1953 19:00           |     |              |                              |
| Celtic FC                       | 2:0 | Hibernian FC | Hampden Park diváci: 117 060 |
| Neil Mochan 28' Jimmy Walsh 87' |     |              | Hampden Park diváci: 117 060 |